# I Can See Your Voice
I Can See Your Voice (tạm dịch: Tôi có thể thấy giọng hát của bạn, viết tắt: ICSYV và trong tiếng Anh còn được gọi là I Can See Your Voice — Mystery music game show) (tiếng Triều Tiên - tiếng Hàn: 너의 목소리가 보여; Romaja: Neoui moksoriga boyeo; McCune–Reischauer: Nŏŭi moksorika poyŏ) là một chương trình truyền hình âm nhạc giải trí quốc tế bắt nguồn từ Hàn Quốc.

## Lịch sử
Vào năm 2012, nhà sản xuất kiêm người sáng lập chương trình Lee Seon-young đã lên kế hoạch phát triển một chương trình trò chơi truyền hình về âm nhạc. Bên cạnh sự tồn tại của những "giọng ca hát hay", bà còn thêm những "giọng ca hát không hay" và phần hát nhép vào trong định dạng của chương trình. Ngoài ra, ngay từ đầu bà cũng đã hình dung ra một chương trình mà cho phép ai cũng có thể trở thành nhân vật chính bất kể ngoại hình của họ như thế nào, điều đó đã truyền cảm hứng cho Kim Bum-soo, người đã đấu tranh vì muốn ngoại hình của mình được ghi nhận.
Vào ngày 26 tháng 10 năm 2015, I Can See Your Voice đã lên sóng lần đầu tiên trên kênh Mnet và được phát sóng đồng thời trên kênh tvN. Được coi như là một chương trình trò chơi âm nhạc truyền hình bí ẩn, chương trình ngay lập tức đạt được sự thành công ở Hàn Quốc. Format với sự "kết hợp giữa việc ca hát với luật chơi mang tính chất phán đoán" này sau đó đã được áp dụng cho các chương trình tương tự như King of Mask Singer, Shadow Singer và Super Hearer.
Nhờ định dạng độc đáo của chương trình mà sau đó, chương trình đã được một số quốc gia và vùng lãnh thổ khác mua bản quyền, với CJ ENM làm đơn vị cung cấp bản quyền cùng với một số nhà sản xuất chương trình truyền hình khác.

## Tổng quan

### Định dạng
Chương trình sẽ giới thiệu cho nghệ sĩ khách mời (bao gồm cả thí sinh) một nhóm các "giọng ca bí ẩn" chỉ được nhận ra bằng nghề nghiệp của họ. Nghệ sĩ khách mời phải loại đi những giọng ca hát không hay bằng cách đoán xem họ là ai mà không được nghe giọng hát thật của họ. Họ sẽ được sự hỗ trợ từ những gợi ý và "ban cố vấn" gồm những khách mời nổi tiếng thông qua các vòng chơi của chương trình. Cuối chương trình, giọng ca bí ẩn được chọn sẽ được tiết lộ là giọng ca hát hay hay không thông qua màn song ca giữa họ với một trong các nghệ sĩ khách mời.
Đối với các phiên bản có người chơi bình thường tham gia chương trình, người chơi phải loại bỏ một giọng ca bí ẩn cuối mỗi vòng, và nhận được giải thưởng bằng tiền mặt khi loại đúng giọng ca hát không hay. Ở cuối chương trình, người chơi có thể lựa chọn ra về với số tiền thưởng tích lũy được ở những vòng trước, hoặc tiếp tục chương trình và đoán xem giọng ca bí ẩn cuối cùng có hát hay hay không để có cơ hội giành được giải thưởng đặc biệt.

### Các vòng chơi
Mỗi tập sẽ giới thiệu cho nghệ sĩ khách mời một nhóm người chơi không biết danh tính và giọng hát cho đến khi họ bị loại và tiết lộ giọng thật hoặc ở lại đến cuối chương trình và thể hiện tiết mục song ca quyết định.

#### Visual round (Vòng Diện mạo)
Sự khác nhau giữa người hát hay và hát không hay được phán đoán dựa trên diện mạo và trang phục của họ.
- Chương trình cung cấp một video người chơi hát một ca khúc nhưng đã bị tắt tiếng, chỉ có khoảng 0.3 giây có âm thanh để gợi ý khách mời.
- Một giọng ca bí ẩn có hai danh tính khác nhau — một là của giọng ca hát hay và hai là của giọng ca hát không hay. Chỉ một trong hai danh tính này là danh tính thật của người đó.
- Người dẫn chương trình được cung cấp ba "từ khóa" dựa trên danh tính của từng giọng ca bí ẩn. Sau đó, 5 đoạn giọng nói khác nhau từ video bị tắt tiếng của mỗi giọng ca bí ẩn được phát nhằm gợi ý thêm cho người chơi.

#### Lip sync round (Vòng Hát nhép)
Mỗi giọng ca bí ẩn thể hiện tiết mục hát nhép trên nền nhạc một bài hát. Giọng ca hát hay thường hát trên nền bài hát do chính họ thu âm trước đó trong khi giọng ca hát không hay thường hát trên nền bài hát do người khác thu âm sao cho có tông giọng giống mình.
- Thí sinh và người thay thế hát nhép xuất hiện cùng nhau. Họ đều hát nhép cùng một ca khúc nhưng chỉ có một người là chủ của bản thu âm sẵn trước đó.
- Giọng ca bí ẩn hát nhép trên nền nhạc của giọng ca hát hay, sau đó bản thu âm của giọng ca hát không hay được phát giữa tiết mục đó. Một trong hai giọng hát đó là của thí sinh, khách mời phải tìm ra giọng hát thật của thí sinh dựa vào màn thể hiện của các thí sinh.
  - Các giọng ca bí ẩn thể hiện màn hát nhép của mình qua hai phần riêng biệt - đầu tiên là phần thể hiện dưới giọng hát của giọng ca hát hay và sau đó là phần thể hiện dưới giọng hát của giọng ca hát không hay.
- Các giọng ca bí ẩn sẽ được chia làm nhiều nhóm, mỗi nhóm thể hiện một tiết mục hát nhép ngắn dựa trên nền nhạc của một bài hát.
  - Hai giọng ca bí ẩn đối đầu với nhau và thể hiện màn hát nhép trên nền nhạc của một bài hát.

#### Evidence round (Vòng Minh chứng)
Mỗi giọng ca bí ẩn sẽ tiết lộ những bằng chứng theo nhiều cách khác nhau. Người hát hay có bằng chứng của riêng họ trong khi người hát không hay có bằng chứng giả mạo.
- Một gợi ý về khả năng ca hát của từng giọng ca bí ẩn (tức là ảnh, video, chứng chỉ, v.v.) được hiển thị trên màn hình.
- Người dẫn chương trình đã chỉ định ngẫu nhiên các manh mối về giọng ca bí ẩn. Các nghệ sĩ khách mời phải chọn một manh mối cho mỗi giọng ca bí ẩn.
- Mỗi giọng ca bí ẩn có một đoạn video đã bị thay đổi giọng nhằm thuyết phục nghệ sĩ khách mời chọn mình.
- Các nghệ sĩ khách mời xem một đoạn video với các gợi ý liên quan đến một trong những giọng ca bí ẩn.

#### Rehearsal round (Vòng Diễn tập)
Mỗi giọng ca bí ẩn sẽ được luyện tập một đoạn diễn trước khi ghi hình chương trình. Tuy nhiên, giọng của các giọng ca bí ẩn vẫn không được tiết lộ, bằng các phương thức như làm biến đổi giọng thật.
- Ba người bất kỳ (từ hội đồng cố vấn hoặc người dẫn chương trình) phải sử dụng tai nghe để nghe giọng hát của giọng ca bí ẩn trong thời gian giới hạn. Sau đó, họ phải bảo vệ giọng ca bí ẩn và thuyết phục nghệ sĩ khách mời chọn họ dù họ hát hay hay hát không hay.
- Các nghệ sĩ khách mời xem một đoạn video của mỗi giọng ca bí ẩn được ghi từ phòng thu, trong điều kiện giọng nói bị thay đổi để giữ an toàn cho giọng hát thật của các giọng ca bí ẩn.

#### Interrogation round (Vòng Tham vấn)
Nghệ sĩ khách mời có thể phỏng vấn và hỏi một trong số các giọng ca bí ẩn. Giống như trước, người hát hay sẽ phải trả lời thật lòng, trong khi người hát không hay có thể nói dối.
- Nghệ sĩ khách mời phải lựa chọn một trong ba từ khóa mà chương trình cung cấp để hỏi một trong số giọng ca bí ẩn sau khi thông tin bổ sung về những giọng ca đó được tiết lộ.
- Nghệ sĩ khách mời phải chọn một giọng ca bí ẩn để phỏng vấn. Người dẫn chương trình sẽ đưa ra danh sách 15 câu hỏi hiển thị trên màn hình và nghệ sĩ có thể đặt bất kỳ câu hỏi nào trong số 15 câu hỏi đó trong thời gian 30 giây trước khi đưa ra quyết định cuối cùng.

#### Confession round (Vòng Khẳng định)
Mỗi giọng ca bí ẩn có một câu chuyện về danh tính của họ nếu là giọng ca hát không hay. Giọng ca hát hay có thể nói dối, điều đó có thể đúng khi họ đã từng trải nghiệm sự nghiệp ca hát, trong khi giọng ca hát không hay sẽ nói sự thật để họ tin rằng họ không thể hát.

## Đón nhận

### Phiên bản gốc
I Can See Your Voice (ICSYV) là bệ phóng cho nhiều giọng ca bí ẩn như Hwang Chi-yeul, Lee Sun-bin, và Kim Min-kyu có được thành công trong sự nghiệp của mình. Những nghệ sĩ quốc tế như Sephy Francisco, Ninety One, và EXP Edition cũng được ghi nhận thông qua chương trình này.

### Tranh cãi
Vào tháng 8 năm 2015, CJ ENM đã cáo buộc hai chương trình Trung Quốc, God of Songs của SZTV và X-Singer của Beijing TV đạo văn, bắt chước luật chơi của ICSYV, chính vì vậy mà cả hai chương trình đó đều là phiên bản không được cấp phép của Trung Quốc. Mặc dù vậy, God of Songs đã trở nên thành công nhờ tỷ suất lượt xem cao và thậm chí là tạo được xu hướng trên mạng xã hội.
Trong một cuộc phỏng vấn với CJ ENM, người sở hữu định dạng Diane Min vào tháng 6 năm 2020, công ty tiết lộ rằng đã có tranh chấp với Is That Really Your Voice?, một định dạng trò chơi truyền hình khác của Cơ quan Toàn cầu có trụ sở tại Thổ Nhĩ Kỳ vào năm 2013 mà I Can See Your Voice bị cáo buộc là ăn cắp ý tưởng từ định dạng của họ. Mặc dù vậy, chương trình đã được chuyển thể sang phiên bản của ba quốc gia sau đó.

### Giải thưởng
I Can See Your Voice đã được đề cử đồng thời cho Chương trình giải trí không kịch bản hay nhất tại Giải Emmy Quốc tế lần thứ 44 và hạng mục Chương trình giải trí nhẹ nhàng hay nhất tại Giải thưởng Truyền hình Venice 2020.

## Phiên bản quốc tế

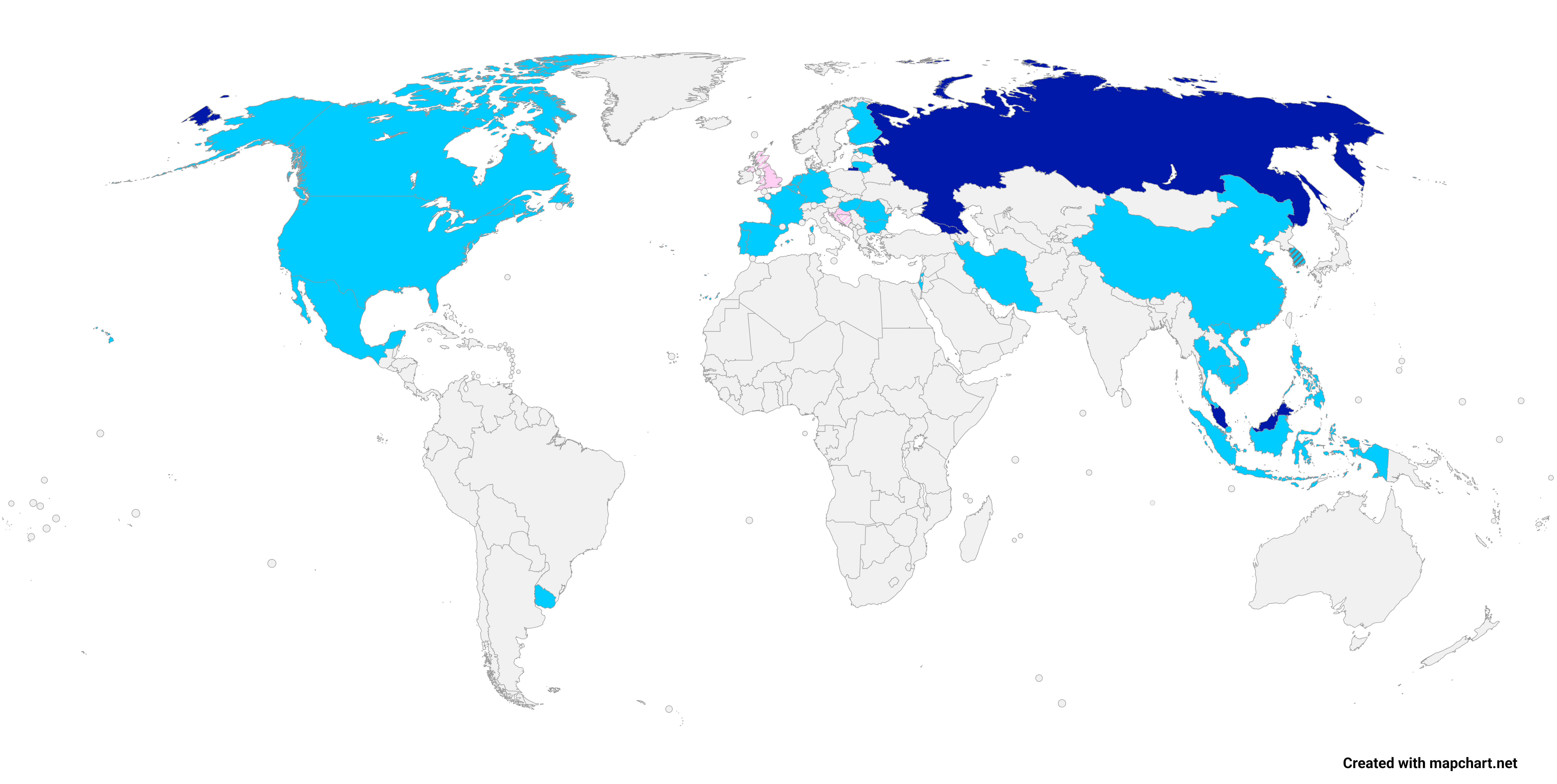
Vị trí các phiên bản quốc tế của I Can See Your Voice:
Với phiên bản độc lập của ICSYV
Một phần của phiên bản đa quốc gia hoặc sở hữu nhiều phiên bản của ICSYV

Kể từ năm 2016, chương trình ICSYV phiên bản quốc tế đã được chuyển thể thành 28 phiên bản được phát sóng tại 27 quốc gia và vùng lãnh thổ trên thế giới. Giọng ải giọng ai, chương trình truyền hình đến từ Việt Nam có luật chơi dựa trên phiên bản gốc của ICSYV nhưng được thiết kế theo "định dạng đối đầu", cũng chính thức được công nhận là một phần của phiên bản quốc tế sau này vì đã được các nhà sản xuất chương trình ICSYV phiên bản quốc tế sử dụng.
| Quốc gia hoặc vùng lãnh thổ | Tên địa phương                                        | Kênh/Mạng truyền hình                                                                                           | Các mùa                                                       | Dẫn chương trình                                                                                                   | Cố vấn |
| --------------------------- | ----------------------------------------------------- | --- | ------------------------------------------------------------- | --- | --- |
| Bỉ                          | I Can See Your Voice                                  | VTM | - Mùa đã kết thúc: 1 - Mùa tiếp theo: 2 (2 tháng 9 năm 2022)  | - Jonas van Geel (1—) }}                                                                                           | - Hiện tại - TBA (2—) - Trước đây - Vincent Fierens - Kamal Kharmach - Kürt Rogiers - Ingeborg Sergeant                                                                                     |
| Bulgaria                    | Пееш или лъжеш (You sing or lying)                    | Nova | - Mùa đã kết thúc: 1                                          | - Nencho Balabanov - Maria Ignatova                                                                                | - Milica Gladnishka - Emil Iliev-Koshlucov - Alexandra Raeva |
| Campuchia                   | I Can See Your Voice Cambodia                         | Hang Meas HDTV                                                                                                  | - Mùa đã kết thúc: 3                                          | - Chea Vibol (1—3) - Sok Rachsy (1—3)                                                                              | - Hanen Krott (1—3) - Kath Sokhim (1—3) - Noey Kroem (1—3) - Phen Kaek (1—3) - Roth Ratanak (1—3)                                                                                           |
| Canada                      | Qui sait chanter? (Who can sing?)                     | Noovo | - Mùa đã kết thúc: 1 - Mùa tiếp theo: 2 (12 tháng 9 năm 2022) | - Rita Baga - Phil Roy (1—)                                                                                        | - Hiện tại - TBA (2—) - Trước đây - Rita Baga - Roxane Bruneau |
| Trung Quốc                  | 看见你的声音 (I Can See Your Voice)                   | JSTV | - Mùa đã kết thúc: 1                                          | - Mickey Huang - Li Hao - Shen Ling                                                                                | Nhiều người |
| Croatia                     | Mogu ti vidjeti glas (I Can See Your Voice)           | Una TV | - Mùa tiếp theo: 1 (TBA)                                      | TBA | TBA |
| Estonia                     | Ma näen su häält (I Can See Your Voice)               | Kanal 2 | - Mùa đã kết thúc: 1 - Mùa tiếp theo: 2 (4 tháng 9 năm 2022)  | - Piret Laos (1—)                                                                                                  | - Mart Juur (1—) - Estoni Kohver (5miinust) (1—) - Grete Kuld (1—) - Evelin Võigemast (1—) - Andrei Zevakin (1—) - Tõnis Niinemets (2—)                                                     |
| Phần Lan                    | Mysteerilaulajat (Mystery singers)                    | Nelonen | - Mùa đã kết thúc: 1                                          | - Heikki Paasonen                                                                                                  | - Robin Packalen - Miitta Sorvali |
| Pháp                        | Show Me Your Voice                                    | M6 | - Mùa đã kết thúc: 1                                          | - Issa Doumbia | - Éric Antoine - Hélène Segara |
| Đức                         | Zeig uns Deine Stimme (Show us your voice)            | RTL | - Mùa đã kết thúc: 2 - Mùa đang phát sóng: 3                  | - Daniel Hartwich (1—)                                                                                             | - Hiện tại - Jorge González (1) - Trước đây - Evelyn Burdecki (1) - Judith Rakers (1) - Thomas Hermanns (1) - Tim Mälzer (1—2)                                                              |
| Hy Lạp                      | Μπορώ να δω τη φωνή σου (I Can See Your Voice)        | Mega Channel | - Mùa tiếp theo: 1 (TBA)                                      | - Maria Bekatorou                                                                                                  | TBA |
| Indonesia                   | I Can See Your Voice Indonesia                        | MNCTV | - Mùa đã kết thúc: 5                                          | - Raffi Ahmad (1—3, 5) - Indra Herlambang (1—5) - Andhika Pratama (4)                                              | - Ayu Ting Ting (1—3) - Lee Jeong-hoon (1—4) - Wendy Armoko (1—5) - Vega Darwanti (1—5) - Anwar Sanjaya (3) - Chika Jessica (4) - Vicky Nitinegoro (4) - Ivan Gunawan (5) - Okky Lukman (5) |
| Israel                      | אני יכול לראות את הקול שלך (I Can See Your Voice)     | Keshet 12 | - Mùa tiếp theo: 1 (TBA)                                      | - Erez Tal | TBA |
| Litva                       | Aš matau tavo balsą (I Can See Your Voice)            | - BTV - LNK | - Mùa đã kết thúc: 1                                          | - Rokas Bernatonis                                                                                                 | - Monika Liu - Karolina Meschino |
| Malaysia                    | 看见你的声音 (I Can See Your Voice Malaysia)          | 8TV | - Mùa đã kết thúc: 2                                          | - Wind Lee (1—2) - Xiaoyu (1—2) - DJ Yin Yingying (1—2)                                                            | Nhiều người |
| Malaysia                    | I Can See Your Voice Malaysia                         | - NTV7 (1) - TV3 (2—5)                                                                                          | - Mùa đã kết thúc: 5                                          | - Alvin Chong (1) - Shuk Sahar (1—4) - Sean Lee (2—4) - Ain Edruce (5) - Izzue Islam (5)                           | - Seelan Paul (1—2) - Mark Adam (1—3) - Jihan Muse (1—4) - Yusry Abdul Halim (3) - Fad Bocey (4) - Alif Satar (4) - Andi Bernadee (5) - Janna Nick (5) - Rosyam Nor (5)                     |
| Hà Lan                      | I Can See Your Voice                                  | RTL 4 | - Mùa đã kết thúc: 3 - Mùa tiếp theo: 4 (31 tháng 8 năm 2022) | - Carlo Boszhard (1—)                                                                                              | - Hiện tại - Marieke Elsinga (1—) - Fred van Leer (1—) - Edsilia Rombley (2—) - Trước đây - Ronnie Flex (1) - Samantha Steenwijk (1) - Jeroen van Koningsbrugge (1) - Danny de Munk (2—3)   |
| Philippines                 | I Can See Your Voice                                  | - ABS-CBN (Phát sóng đầu tiên, 1—2) - Kapamilya Channel (Tạm thời, 3—4) - A2Z (Tạm thời và đồng phát sóng, 3—4) | - Mùa đã kết thúc: 4                                          | - Luis Manzano (1—4)                                                                                               | Nhiều người (xem ban cố vấn) |
| Bồ Đào Nha                  | Cantor ou Impostor? (Singer or impostor?)             | SIC | - Mùa đã kết thúc: 1 - Mùa tiếp theo: 2 (TBA)                 | - Hiện tại - TBA (2—) - Trước đây - Cláudia Vieira                                                                 | - Hiện tại - TBA (2—) - Trước đây - João Manzarra - Débora Monteiro - Rui Unas |
| Romania                     | Falsez pentru tine (I sing badly for you)             | Pro TV | - Mùa đã kết thúc: 1                                          | - Mihai Bobonete                                                                                                   | - Gojira George - Monica Anghel - Răzvan Fodor - Anna Lesko |
| Nga                         | Я вижу твой голос (I Can See Your Voice)              | Rossiya-1 | - Mùa đã kết thúc: 1                                          | - Vladimir Markony                                                                                                 | - Nikolai Fomenko - Larisa Rubalskaya - ST |
| Hàn Quốc                    | I Can See Your Voice 너의 목소리가 보여 Phiên bản gốc | - Mnet (Phát sóng bản gốc, 1—) - tvN (Đồng phát sóng, 1—)                                                       | - Mùa đã kết thúc: 9 - Mùa tiếp theo: 10 (TBA)                | - Hiện tại - Leeteuk (Super Junior) (1—) - Trước đây - Kim Bum-soo (1—3) - Yoo Se-yoon (1—9) - Kim Jong-kook (4—9) | Nhiều người |
| Tây Ban Nha                 | Veo cómo cantas (I see how you sing)                  | Antena 3 | - Mùa đã kết thúc: 1 - Mùa đang phát sóng: 2                  | - Manel Fuentes (1—)                                                                                               | - Hiện tại - El Monaguillo (1—) - Josie Pacheco (1—) - Ruth Lorenzo (1—) - Trước đây - Ana Milán (1)                                                                                        |
| Thái Lan                    | I Can See Your Voice Thailand                         | Workpoint TV | - Mùa đã kết thúc: 5                                          | - Somkiat Chanpram (1—5) - Kan Kantathavorn (1—5)                                                                  | Nhiều người (xem ban cố vấn) |
| Thổ Nhĩ Kỳ                  | Sesini görebiliyorum (I Can See Your Voice)           | TV8 | - Mùa tiếp theo: 1 (TBA)                                      | TBA | TBA |
| Ukraina                     | Я бачу твій голос (I Can See Your Voice)              | Novyi Kanal | - Mùa tiếp theo: 1 (TBA)                                      | TBA | TBA |
| Vương quốc Anh              | I Can See Your Voice                                  | BBC One | - Mùa đã kết thúc: 1 - Mùa tiếp theo: 2 (TBA 2022)            | - Paddy McGuinness (1—)                                                                                            | - Jimmy Carr (1—) - Alison Hammond (1—) - Amanda Holden (1—) |
| Hoa Kỳ                      | I Can See Your Voice                                  | Fox | - Mùa đã kết thúc: 2 - Mùa tiếp theo: 3 (TBA)                 | - Hiện tại - TBA (3—) - Trước đây - Ken Jeong (1—2)                                                                | - Hiện tại - TBA (3—) - Trước đây - Cheryl Hines (1—2) - Adrienne Houghton (1—2) |
| Việt Nam                    | Giọng ải giọng ai Phiên bản spin-off                  | HTV7 | - Mùa đã kết thúc: 5                                          | - Đại Nghĩa (1—5) - Trấn Thành (3—5) - Trường Giang (3—5)                                                          | - Ốc Thanh Vân (1—2) - Thu Trang (1—2) - Trấn Thành (1—5) - Trường Giang (1—5) |